# 3789 Zhongguo
3789 Zhongguo eller 1928 UF är en asteroid i huvudbältet som upptäcktes den 25 oktober 1928 av den kinesiske astronomen Zhang Yuzhe vid Yerkes-observatoriet. Den är uppkallad efter det kinesiska namnet på Kina.
Asteroiden har en diameter på ungefär 14 kilometer och den tillhör asteroidgruppen Griqua.
Den kallades först 1125 China, men då asteroiden tappades bort fick en annan asteroid namnet. Asteroiden återupptäcktes 1986 och fick då namnet 3789 Zhongguo.